# Štrumpfeta
Štrumpfeta, lik iz crtića Štrumpfovi, ženska pripadnica malih plavih patuljaka koju je stvorio zločesti čarobnjak Gargamel da bi pomutio razum Štrumpfovima i za srce joj je stavio najtvrđi kamen, a kosu joj obojio u crno. Štrumpfovi su joj se kada su otkrili tko je ipak smilovali i uz pomoć magije Pape Štrumpfa uspjeli joj dati meko srce i osjećaje. Štrumpfovi su se osvetili Gargamelu poslavši mu ružnu staru vješticu koja je govorila štrumpfskim govorom i natjerala zlog čarobnjaka na bijeg diljem šume. Kosa joj je potom postala plave boje. Štrumpfeta je bila jedina ženska pripadnica Štrumpfova prije pojave Štrumpfice koju je također stvorio Gargamel. Štrumpfeta jako voli sve Štrumpfove i svi Štrumpfovi su ludi za njom.
U crtanoj seriji iz 1981. Štrumpfeta je Gargamelov špijun tvrda srca, poznata po umiljatosti, lažljivosti i krokodilskim suzama. U šumi ju pronalazi Gruber. Više puta Štrumpfeta pokušava nauditi Štrumpfovima, ali ne uspijeva. Na kraju ju stavljaju pred sud gdje ona otkriva da je samo radila što je Gargamel tražio. Štrumpfovi se naljute na nju, ali se smiluju zbog njenih krokodilskih suza. Papa Štrumpf je pretvori u pravog Štrumpfa. Uspjeh Pape Štrumpfa se vidi kada se Štrumpfeta maskira u Štrumpfa nakon što Gargamel kraj starog hrasta namami i ulovi sve Štrumpfove. Videći da mu je jedan izmakao (a Gargamel želi sve Štrumpfove), Gargamel pođe za njom, a ona oslobodi sve Štrumpfove.